# Нојенкирхен-Верден
Нојенкирхен-Верден (њем. Neuenkirchen-Vörden) општина је у њемачкој савезној држави Доња Саксонија. Једно је од 10 општинских средишта округа Фехта. Према процјени из 2010. у општини је живјело 8.010 становника. Посједује регионалну шифру (AGS) 3460007.

## Географски и демографски подаци
Нојенкирхен-Верден се налази у савезној држави Доња Саксонија у округу Фехта. Општина се налази на надморској висини од 48 метара. Површина општине износи 90,8 km². У самом мјесту је, према процјени из 2010. године, живјело 8.010 становника. Просјечна густина становништва износи 88 становника/km².